# Vellozia subalata
Vellozia subalata är en enhjärtbladig växtart som beskrevs av Lyman Bradford Smith och Edward Solomon Ayensu. Vellozia subalata ingår i släktet Vellozia och familjen Velloziaceae. Inga underarter finns listade.